# FM (アルバム)
『FM』は、Cornelius（小山田圭吾）が1998年に発表したリミックス・アルバムである。

## 解説
タイトルはFantasma reMixesの略。その名の通り、小山田の3枚めのスタジオ・アルバム『FANTASMA』を様々なアーティストがリミックスしたアルバムである。トラットリア・メニュー167。
また、小山田が様々なアーティストの曲をリミックスした作品『CM』も同日にリリースされている。
『FANTASMA』同様、アメリカのマタドール・レコードからもリリースされており、アルバムジャケットが違う物になっている。
『CM』、『FM』をまとめた『CMF』（トラットリア・メニュー169）として3枚組のアナログ盤もリリースされている。

## 収録曲
1. Mic Check (Microphone Feed Back Mix) / Money Mark (Remix)
2. The Micro Disneycal World Tour / The High Llamas (Remix)
3. New Music Machine / Buffalo Daughter (Remix)
4. Clash / The Pastels (Remix)
5. Count 5,6,7,8. / 小西康陽 (Remix)
6. Star Fruits Surf Rider / Damon Albarn (Remix)
7. FREE FALL / U.N.K.L.E. (Remix)
8. Typewrite Lesson (COLDCUT's Writer's Block Mix) / Coldcut (Remix)